# Zadní Hády
Zadní Hády je přírodní rezervace, která se nachází asi tři kilometry severovýchodně od vrchu Hády v okrese Brno-venkov, v katastrech obcí Kanice a Ochoz u Brna. Je jedním ze soustavy maloplošných chráněných území vyhlášených na popud Aloise Zlatníka k ochraně cenných lesních ekosystémů na území Školního lesního podniku Masarykův les Křtiny. Rezervace, vyhlášená v roce 1973, leží na území chráněné krajinné oblasti Moravský kras, do níž byla začleněna po změně hranic CHKO v roce 2019. Svým jižním cípem sousedí těsně s Resslovou hájenkou. V jejím okolí se nachází Resslův pomník a studánka Stanislava Lolka. Kolem přírodní rezervace vede Lesní cesta Červená a naučná stezka Hády a Údolí Říčky. Těsně za hranicemi rezervace se nachází nejvyšší kóta blízkého okolí s nadmořskou výškou 464 m.
Předmětem ochrany jsou přirozené lesní porosty 2. (buko-dubového) a 3. (dubo-bukového) vegetačního stupně na vápencovém podloží s devonskými sedimenty a sprašovými příkrovy a jejich bohatý bylinný podrost.
Území rezervace slouží jako regionální biocentrum (RBC 199 Zadní Hády). Biokoridorem RBK046 je propojeno se sousedními biocentry na Hádecké plošině, Hády a Hornekem, a dále s údolím Říčky.

## Geologické a klimatické podmínky
Území leží na podloží devonských vápenců a slepenců, které místy vystupují na povrch; v severní a severovýchodní části jsou naopak překryty sprašovými příkrovy. Půdami jsou v nižších polohách kambizemě a luvizemě, na vápencové plošině pak rendzina.
Rezervace leží v mírně teplé oblasti Českomoravského mezofytika, ve fytogeografickém okresu č. 68 - Moravské podhůří Vysočiny poblíž jeho hranic se sousedním okresem č. 70 - Moravský kras. Klimatické podmínky se vyznačují mírnou zimou a mírně teplými a mírně suchými léty, s většinou srážek (roční průměr 550-650 mm) v letním období.

## Flóra a vegetace

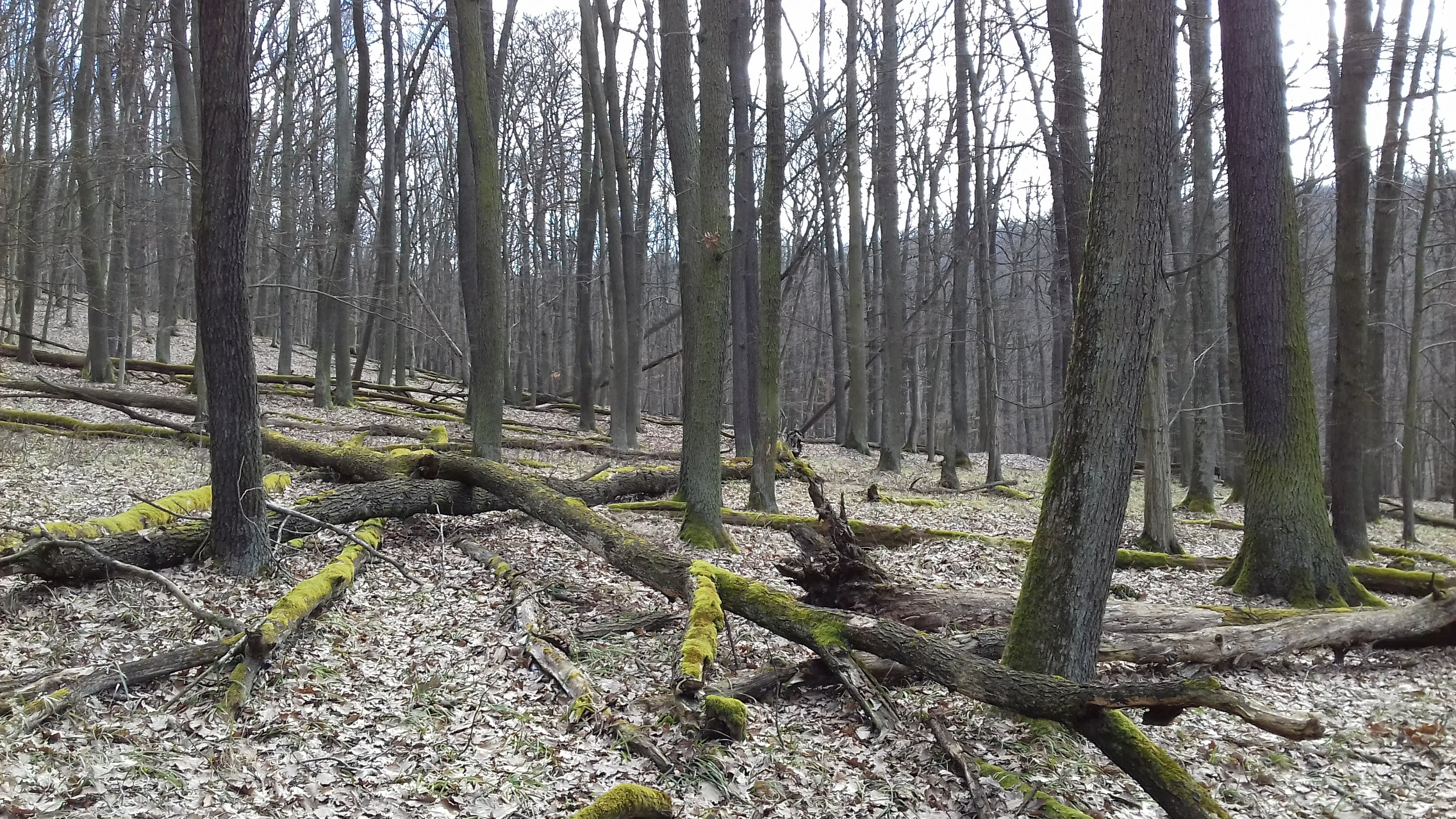
Pohled do dubohabrového porostu

V nižších polohách rezervace převažují zachovalé panonské a hercynské dubohabřiny s bohatým bylinným podrostem, ve vyšších partiích lesy přechází v květnatou bučinu s významnou příměsí jedle bělokoré. Vzhledem k poloze na pomezí termofytika a mezofytika zde dochází k míšení vlivů různých oblastí, jak teplomilné panonské, tak chladnější hercynské a karpatské. Převládající dřevinou je dub zimní (Quercus petraea) a habr obecný (Carpinus betulus); potenciálně dominující buk lesní (Fagus sylvatica) je vlivem historických zásahů zastoupen méně, na území však dobře přirozeně zmlazuje. Keřové patro je vyvinuto jen místy, kromě zmlazujícího buku a habru jej tvoří především teplomilné keře dřín jarní (Cornus mas), brslen bradavičnatý (Euonymus verrucosus), ve vyšších polohách líska obecná (Corylus avellana) nebo zimolez pýřitý (Lonicera xylosteum).
Na území bylo zjištěno 304 druhů vyšších rostlin, z nichž mnohé patří mezi zvláště chráněné druhy, jako např. medovník meduňkolistý (Melittis melissophyllum), kamejka modronachová (Aegonychon purpurocaeruleum), lilie zlatohlávek (Lilium martagon), ostřice Micheliova (Carex michelii), hladýš širolistý (Laserpitium latifolium) a další. Hojné je zastoupení vstavačovitých rostlin zejména okrotice červená (Cephalanthera rubra), bílá (Cephalanthera damasonium), kruštík tmavočervený (Epipactis atrorubens), širolistý (Epipactis helleborine subsp. helleborine), modrofialový (Epipactis purpurata), vemeník dvoulistý (Platanthera bifolia), zelenavý (Platanthera chlorantha), vstavač nachový (Orchis purpurea). Na jižně orientovaných skalnatých výchozech se nachází ostrůvky teplomilné flóry, jako je dub pýřitý (Quercus pubescens), dub žlutavý (Quercus dalechampii), jeřáb břek (Sorbus torminalis), dřín jarní (Cornus mas), plamének přímý (Clematis recta) nebo třemdava bílá (Dictamnus albus).
Ze vzácnějších hub jsou udávány např. penízovka chlupatá a kornatec vousatý (Kneiffiella barba jovis).

## Fauna
Rezervace je domovem také mnoha druhů fauny. Bylo zde zjištěno 31 druhů ptáků hnízdí zde např. holub doupňák (Columba oenas), lejsek černohlavý (Ficedula hypoleuca), lejsek šedý (Muscicapa striata), budníček lesní (Phylloscopus sibilatrix), pěvuška modrá (Prunella modularis) nebo žluva hajní (Oriolus oriolus), 14 druhů měkkýšů, z motýlů se vyskytuje šedokřídlec zelenavý (Acasis viretata), píďalka černobílá (Thera britannica) nebo bělopásek topolový (Limenitis populi), významný je výskyt chráněného plaza slepýše křehkého.

## Historické využití území
Jako většina lesů v okolí Brna bylo území v minulosti poznamenáno jednak těžbou dřeva (převážně pařezinovým způsobem, který způsobil ústup buku a dubu a naopak vyšší zastoupení habru a přimíšených keřů), jednak těžbou vápence, po níž jsou v terénu dosud patrné zbytky malých povrchových lůmků. Negativní vliv měly též výsadby hospodářsky využitelných jehličnatých dřevin například borovice (Pinus sylvestris), modřín (Larix decidua), smrk (Picea abies) v 18. a 19. století, jejichž zastoupení však vlivem probírkových zásahů a v případě smrku i nevyhovujících stanovištních podmínek postupně klesá. Většina lesního porostu spadá do 13. a 14. věkového stupně, jeho stáří se tedy pohybuje přibližně mezi 120–140 roky.

## Management ochrany
Zadní Hády jsou zařazeny do kategorie řízené rezervace. Na převážné většině území je už od založení MZCHÚ v 70. letech prioritou bezzásahový režim s ponecháním porostů samovolnému vývoji. Minimální aktivní zásahy jsou směřovány především k výběrovému odtěžování nežádoucích dřevin (jehličnany s výjimkou jedle bělokoré, místy expandující jasan ztepilý nebo bez černý) a k podpoře zmlazení dřevin přirozené druhové skladby, přičemž v případě jedle je žádoucí toto mechanicky chránit před okusem od spárkaté zvěře.

## Galerie

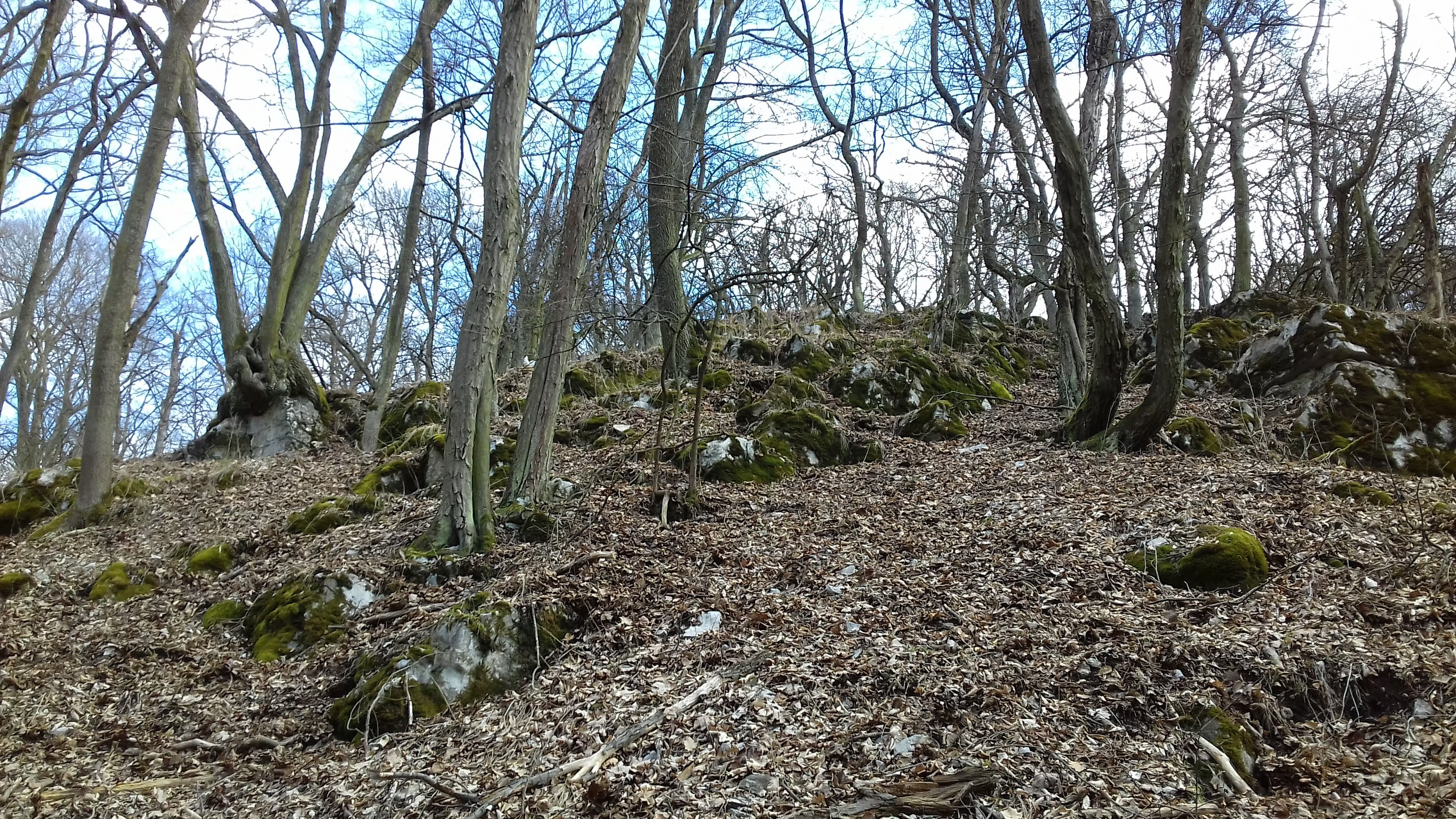
Skalní výchozy na jihovýchodě rezervace
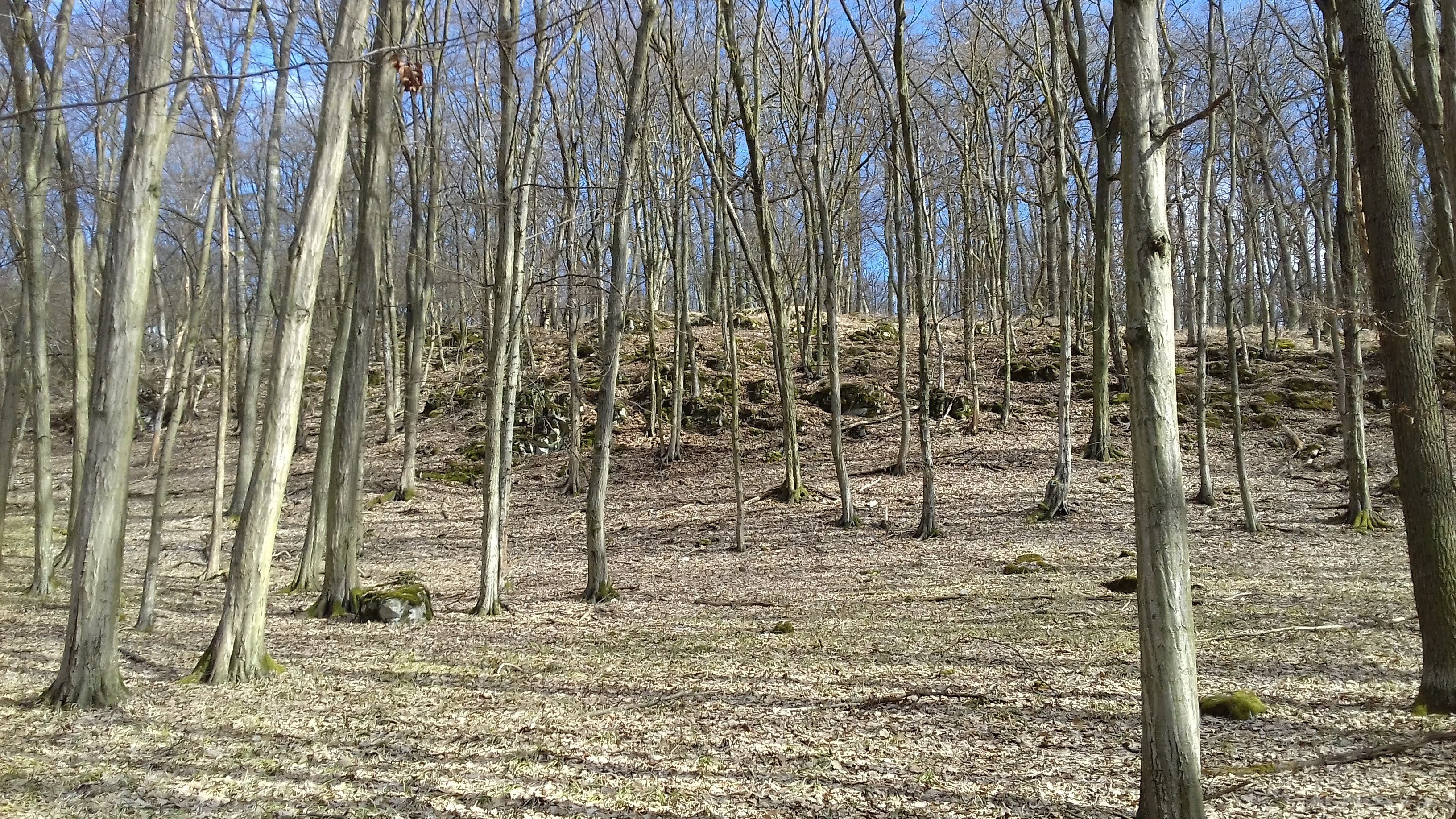
Skalky
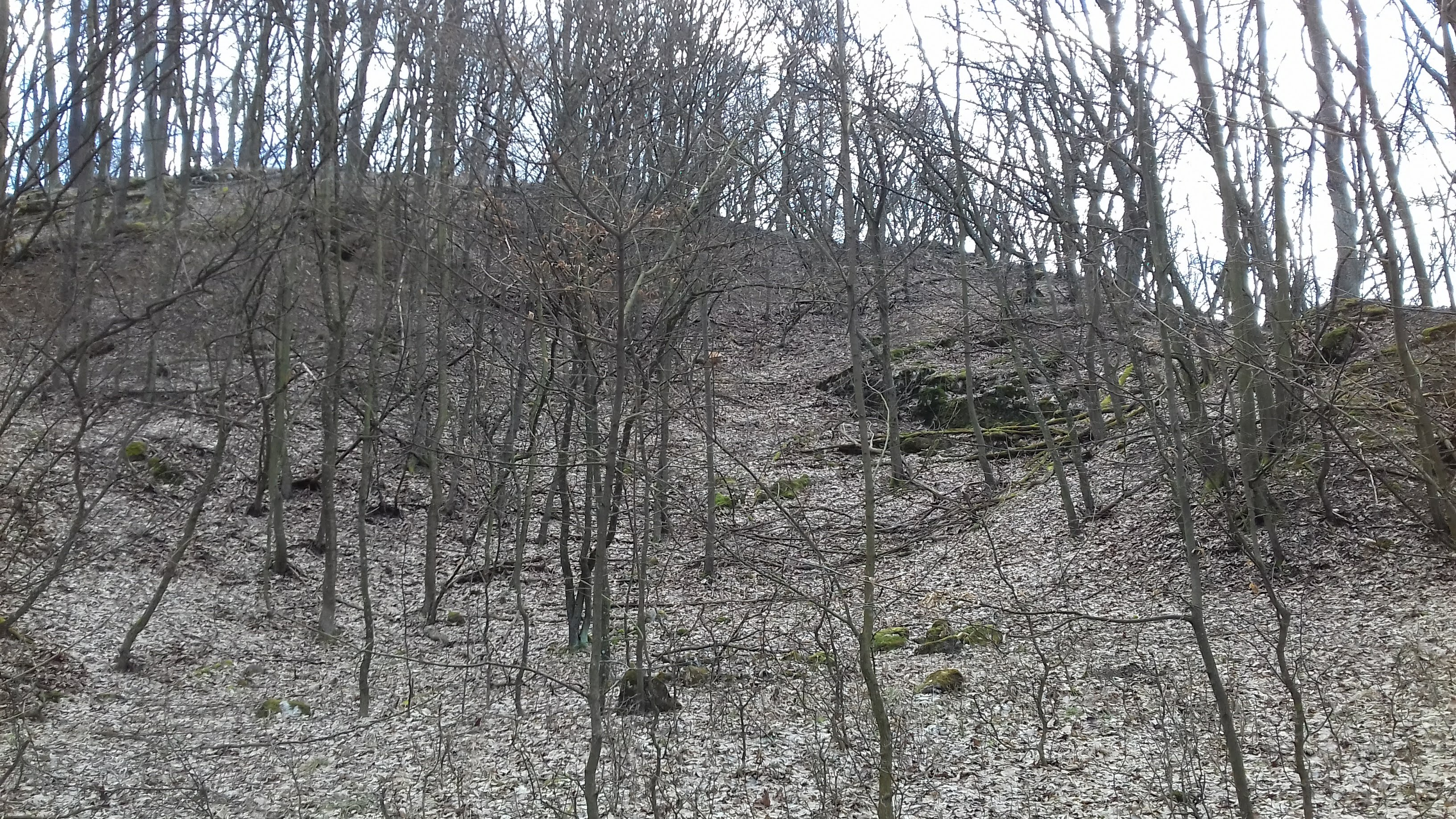
Pozůstatky bývalého lomu zarůstající vegetací
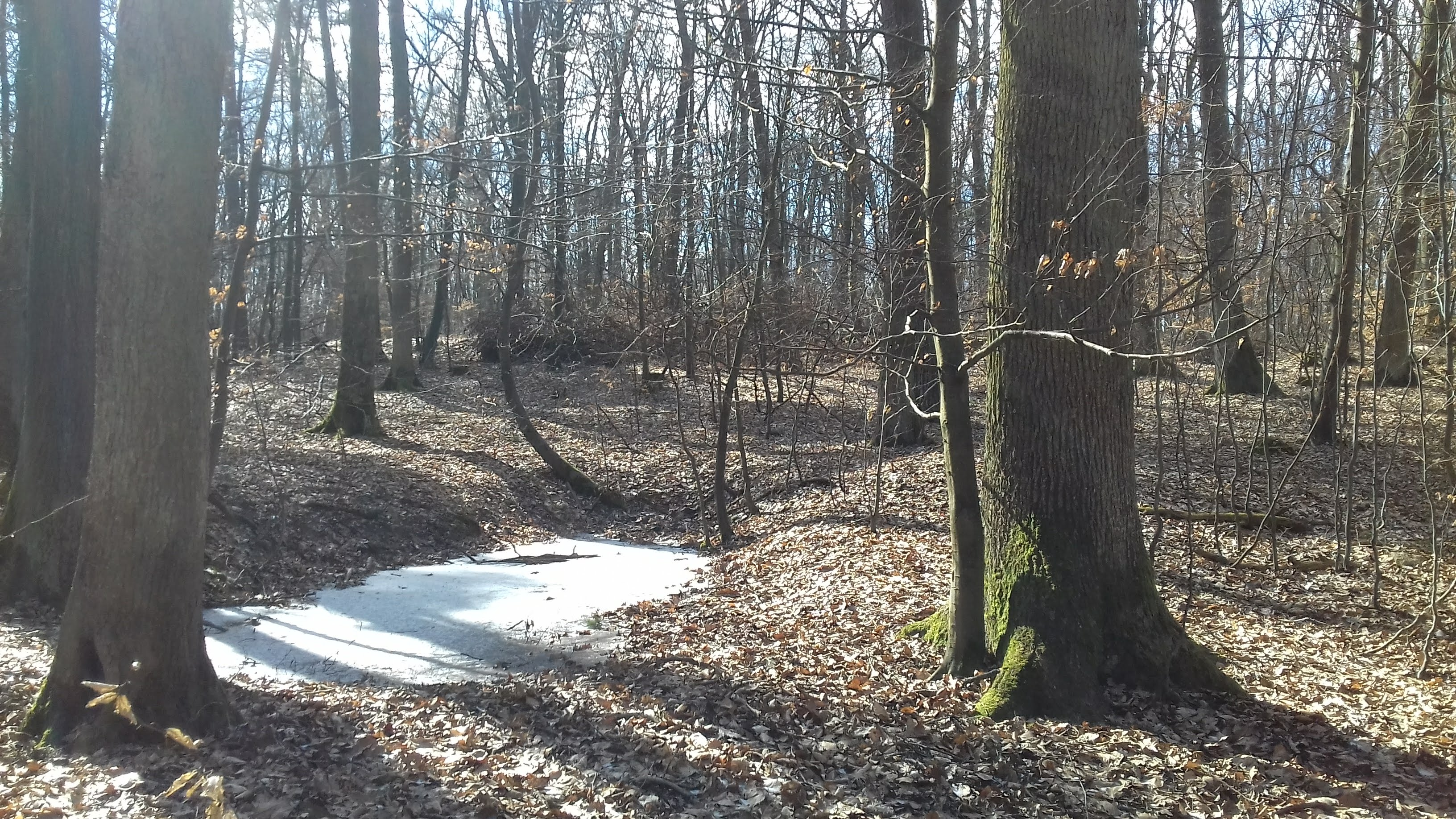
Prameniště Kuního potoka
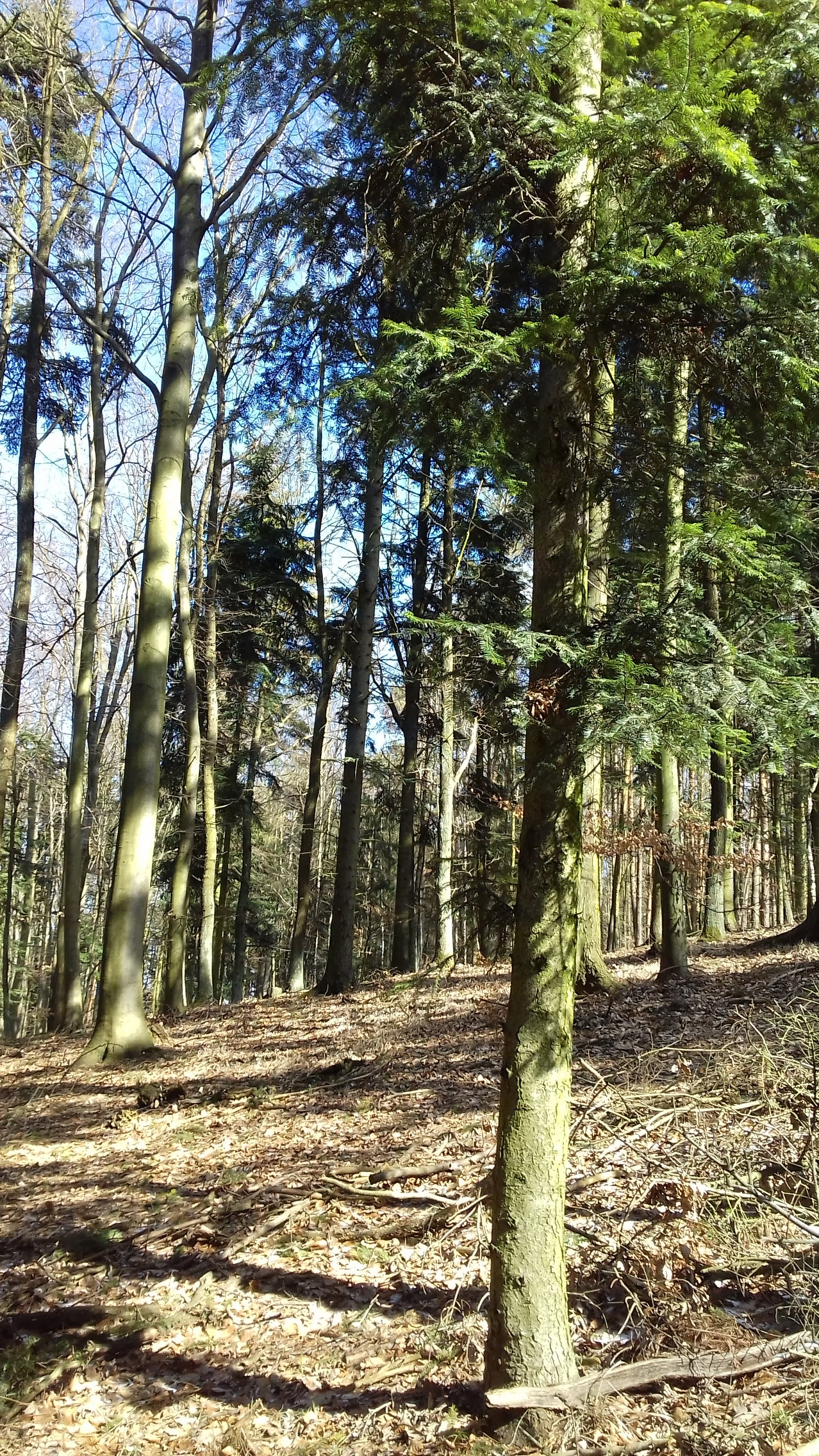
Jedlová bučina na vrcholu kopce